# Женска рагби 13 репрезентација Србије
Женска рагби 13 репрезентација Србије представља Србију у тимском спорту рагбију 13. Своју прву званичну утакмицу девојке су одиграле 22.06.2019 године против Италије и доживела пораз од 26-0.
 

## Тренутни састав
- Марија Милосављевић
- Марија Бајић
- Тамара Бошњак
- Ана Марија Шкиљо
- Љиљана Бајић
- Исидора Савковић
- Јелена Стојиљковић
- Жељана Митровић
- Каролина Близанац
- Марија Маслаковић
- Ника Бајић
- Јована Фридл
- Вања Пешић
- Сара Трифковић
- Ивана Артиновић
- Милица Красић
- Драгана Жежељ
- Сања Старчевић
- Наташа Ковачевић
- Теодора Марин
- Марија Златковић
- Наталија Симић
- Теодора Мићић
- Анастасија Карановић
- Катарина Вељаноски
- Ума Ченгај